# Frederick William Deakin
Frederick William Deakin (Londra, 3 luglio 1913 – Le Castellet, 22 gennaio 2005) è stato uno storico e militare britannico.
Assistente letterario per molti anni di Winston Churchill, durante la seconda guerra mondiale, fu il capo della missione di collegamento britannica paracaduta in Jugoslavia nel maggio 1943 per entrare in contatto con i partigiani di Tito.
Dopo la guerra scrisse importanti opere storiche dedicate alla sua esperienza di guerra con la resistenza jugoslava (The embattled mountain) e alla storia dell'ultima fase del nazi-fascismo in Italia (The brutal friendship).
Fu il fondatore del St Antony's College di Oxford.

## Biografia
Educato alla Westminster School, William Deakin studiò all'Università di Oxford, laureandosi in Storia Moderna e affermandosi presto come uno dei più brillanti studiosi della sua generazione. Nel maggio del 1943 l'allora capitano Deakin, addetto alla sezione jugoslava del SOE Cairo, guidò una missione militare di 6 uomini al quartier generale di Tito. Paracadutato in Montenegro, egli allacciò i primi contatti con Josip Broz, giocando poi un ruolo saliente nel consigliare al primo ministro Churchill di abbandonare la politica britannica di aiuto e collaborazione esclusiva coi monarchici serbi, guidati da Drazha Mihailovic, in favore dell'appoggio e del riconoscimento dei partigiani comunisti, comandati da Tito.
Dopo la guerra i suoi acclamati lavori storici abbracciarono l'analisi dell'alleanza tra Hitler e Mussolini e il racconto della vita della spia comunista Richard Sorge, operante a Tokyo per i sovietici. Nel quale, secondo Indro Montanelli, era «ricostruita sin nei minimi particolari, l'avventura di un agente segreto, senza tocchi o ritocchi di fantasia».

## Opere tradotte in italiano
- Storia della repubblica di Salò, trad. Renzo De Felice, Francesco Golzio e Ornella Francisci, Collana Biblioteca di cultura storica n.76, Einaudi, Torino, I ed. 1963; Collana Gli struzzi n.10, Einaudi, 1970
  - col titolo originale La brutale amicizia. Mussolini, Hitler e la caduta del fascismo italiano, Collana ETascabili n.26, Einaudi, Torino, 1990
- con G. R. Storry, Il caso Sorge, trad. Luciana Pecchioli, Collana Saggi n.380, Einaudi, Torino, I ed. 1966
- La montagna più alta. L'epopea dell'esercito partigiano jugoslavo, Einaudi, Torino, I ed. 1972